# 롬퍼드

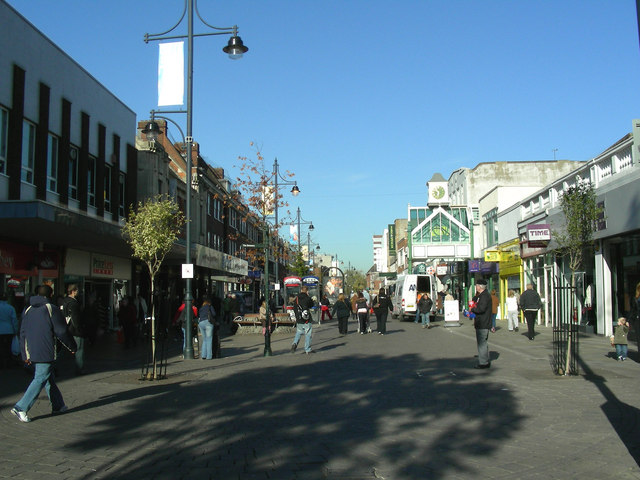
롬퍼드

롬퍼드(Romford)는 런던의 한 구역으로, 인구는 2011년 조사 기준 95,894명이다.